# 뿌요뿌요
뿌요뿌요(일본어: ぷよぷよ)는 일본의 게임 회사 컴파일이 만든 낙하형 타일 맞추기 퍼즐 게임 시리즈이다. 동시에 게임에 등장하는 슬라임 형태의 몬스터의 이름이기도 하며, 이 몬스터는 줄여서 '뿌요'라고도 불린다. 최대 4인 플레이가 가능하다.
1998년부터 시리즈의 저작권이 세가로 옮겨가 2001년부터 시리즈 속편을 제작하고 있다.

## 개요

2연쇄의 예

테트리스의 등장과 함께, 전에 없었던 낙하형 퍼즐 게임 붐이 불었을 때 수많은 퍼즐 게임이 등장했다. 뿌요뿌요 역시 그런 시대를 타고 나타난 퍼즐 게임 중 하나였다. 그래서인지 메가 드라이브판의 뿌요뿌요 매뉴얼에는 '원래 오리지널리티 없는 게임입니다(쓴웃음)' 이라고 쓰여 있다.
처음에는 도미노의 블록이 떨어지면서 같은 숫자가 연속되게 쌓는 '도미노스'라는 게임을 개발하고 있었는데, 플레이가 가능한 단계까지 개발해 보았으나 전혀 재미있지 않아 개발을 중지했다. 그 후 롤플레잉 게임 《마도전기의 스탭이 참가해 도미노를 마도물어에 등장하는 뿌요뿌요라는 몬스터로 바꾸며, 룰을 새롭게 정비해 새 게임으로 만들어냈다.
맨 처음 나온 버전은 1991년 10월 25일에 MSX2판과 패밀리 컴퓨터 디스크 시스템판이었다(1993년 7월 23일에 패밀리 컴퓨터판으로도 출시했다.). 이 때는 별 인기를 끌지 못했으나, 이후 1992년 10월에 컴퓨터와의 대전 모드 '혼자서 뿌요뿌요'가 추가된 아케이드판(오락실판)과 12월 18일에 메가 드라이브판 발매를 계기로 일대 붐이 일어, 순식간에 테트리스에 맞먹는 낙하형 퍼즐 게임의 대명사가 되었다. 그리하여 PC버전은 자체관리를 하고 있고, 아케이드와 메가드라이브, 게임기어버전 판권은 세가가 맡았고, 슈퍼패미콤과 게임보이버전은 반프레스토가 맡았다.
시리즈 속편으로 뿌요뿌요2(일본어: ぷよぷよ通), [PC]
뿌요뿌요 SUN(일본어: ぷよぷよSUN), [PC]
뿌요뿌요4(일본어: ぷよぷよ～ん 4)이 있으며, [DreamCast , Nintendo 64]
컴파일이 도산한 후, 저작권을 인수한 SEGA(세가)가
뿌요뿌요 피버 [PC,Nintendo DS.gc,ps2,dc,xbox 등등 출시], 뿌요뿌요 피버 2 Chew [ps2,nds,psp], 뿌요뿌요 15th Anniversary [wii,psp,ps2, Nintendo DS],
'뿌요뿌요 7'[Nds,PSP,Wii], 뿌요뿌요 20th Anniversary, 뿌요뿌요 테트리스(콜라보)[3DS PS3 PS4 PSVITA] 등을 출시했고, 지금도 개발 중에 있다.
이 외에도 루루에의 엉망진창 방학기, 뿌요뿌요 올림픽 등 다른 여러 가지 뿌요뿌요 게임도 나왔으며, 주인공도 각기 다른 경우도 많다.
현재 퍼즐RPG 게임인 뿌요뿌요!! 퀘스트(안드로이드, iOS)가 서비스중이다. 뿌요뿌요!! 퀘스트는 NHN 토스트를 통해 대한민국에서 서비스된 적 있으나, 먼저 나온 카카오톡 연동판은 약 6개월, 그 후 같은 곳에서 재서비스한 글로벌판은 5개월도 안돼서 서비스 종료되었다. 이후 일본 서버로 한국인들이 몰린 적이 있었으나, 2023년 10월 11일부로 세시소프트에서 대한민국 서비스를 재개했다. 또한 2017년 8월 15일에 출시된 소닉 매니아에서 케미컬 플래닛 존 액트 2 보스뿐만 아니라 미니게임으로 추가되었다.

## 게임 목록
| 1991 | 뿌요뿌요                            |
| 1992 |                                     |
| 1993 | 나조뿌요                            |
| 1993 | 나조뿌요 2                          |
| 1994 | 나조뿌요: 아르르의 루               |
| 1994 | 뿌요뿌요 2                          |
| 1995 | 슈퍼 나조뿌요: 루루의 루            |
| 1996 | 슈퍼 나조뿌요 2: 루루의 철완 번성기 |
| 1996 | 뿌요뿌요 SUN                        |
| 1997 |                                     |
| 1998 | 와쿠와쿠 뿌요뿌요 던전              |
| 1999 | 뿌요뿌욘                            |
| 1999 | 뿌요뿌요 외전: 뿌요 워즈            |
| 1999 | 뿌요뿌요 DA!                        |
| 2000 | 아루루의 모험: 마법의 보석          |
| 2000 | 뿌요뿌요 BOX                        |
| 2001 | 다함께 뿌요뿌요                     |
| 2002 |                                     |
| 2003 | 뿌요뿌요 피버                       |
| 2004 | 뿌요뿌요 DX                         |
| 2005 | 뿌요뿌요 피버 2                     |
| 2006 | 뿌요뿌요! 15th 애니버서리           |
| 2007 |                                     |
| 2008 |                                     |
| 2009 | 뿌요뿌요 7                          |
| 2010 |                                     |
| 2011 | 뿌요뿌요!! 20th 애니버서리          |
| 2012 |                                     |
| 2013 | 뿌요뿌요!! 퀘스트                   |
| 2013 | 뿌요뿌요!! 퀘스트 아케이드          |
| 2014 | 뿌요뿌요 테트리스                   |
| 2015 |                                     |
| 2016 | 뿌요뿌요 크로니클                   |
| 2017 |                                     |
| 2018 | 뿌요뿌요 챔피언스                   |
| 2019 |                                     |
| 2020 | 뿌요뿌요 테트리스 2                 |

끼워넣기형 4연쇄

컴파일에서 첫 발매 이후 시리즈 1부터 4까지는 컴파일사와 세가가 공동 제작했고, 슈퍼패미콤 버전에서는 반프레스토가 공동제작하였다. 그 이후 피버부터는 세가에서 제작하였다.

### 컴파일 개발 (1991-2000)

#### 뿌요뿌요
1992년에 컴파일에서 발매되었다. 첫 번째 게임에서는 시리즈의 특징이라고 할 수 있는 상쇄는 아직 도입되어 있지 않았다.

#### 뿌요뿌요 2
뿌요뿌요 2는 1994년 아케이드로 출시된 시리즈 두 번째 게임이다. 아케이드 출시 이후 슈퍼 패미콤, 메가드라이브, 세가 새턴, 플레이스테이션 등 다양한 플랫폼으로 출시되었다. 제목의 通은 일본어로 투(Two, ツー)가 通(つう)과 발음이 같은 것을 이용한 말장난이다. 상쇄, 연쇄 연계 등의 독창적인 시스템이 인기를 끌었다.

#### 뿌요뿌요 SUN
뿌요뿌요 SUN은 1996년 아케이드로 처음 출시된 이후 PC, 닌텐도 64, 플레이스테이션으로 출시되었다. 게임 제목의 SUN은 일본어에서의 숫자 3(산, 三)과 발음이 같은 것을 이용한 말장난이다. 또한 SUN이라는 제목은 게임 시스템(태양 뿌요)과도 연관이 있다.
상쇄(자신이 상대방에게 방해 뿌요를 보내는 대신 '상대방이 보내서 상단에 대기 중인 방해 뿌요'를 공격하여 그 개체를 줄이는 것)시, 상쇄와 동시에 가운데의 '썬(태양 뿌요)'에게도 피해를 주며, 피해를 준 만큼 상대방과 자신의 필드에 '작은 썬'이 내려오는데, 그 아이템과 뿌요를 같이 소거시키면 몇 배의 대미지를 줄 수 있다.

#### 뿌요뿌욘
뿌요뿌욘은 1999년 드림캐스트로 발매되어 닌텐도 64, 플레이스테이션으로도 출시된 시리즈 네 번째 게임이다. 게임 제목은 일본어의 숫자 4(욘, 四)에서 유래했다.

### 세가 산하 소닉 팀 개발 (2001-현재)

계단형 5연쇄

#### 뿌요뿌요 피버
뿌요뿌요 피버는 방해뿌요가 자신의 필드 위에 있을 때 자신은 뿌요를 소거하며 상쇄(또는 연쇄)를 시키는데, 그 상쇄를 시키는 것과 동시에 자신은 피버 게이지 하나를 얻고, 상대방에게는 피버 지속 시간을 1초 늘린다. 한번 소거하면 방해뿌요는 내려오지 않는데, 그 상태로 계속 상쇄하여 피버 게이지가 가득 차면 자신은 피버 모드에 돌입하게 된다. 피버 게이지는 7단계로 되어 있다.
피버 모드 상태에는 지속시간이 최대 30초로 한정되어 있으며, 피버 중에는 연쇄를 할 수 있는 뿌요가 차곡차곡 쌓여서 나온다.

#### 뿌요뿌요 15th Anniversary
뿌요뿌요가 1991년 출시된 이후,
15년째인 2006년에 뿌요뿌요 15주년을 기념하기 위해 나온 작품이다.
NDS(닌텐도 DS),PSP(플레이 스테이션 포터블),PS2(플레이 스테이션2)Wii(닌텐도 위)로 출시됐다.
지금까지 있던 룰(상쇄가 되지 않는 초대 뿌요뿌요,뿌요뿌요2,뿌요뿌요 피버)와
새로 만들어진 룰(얼음,서치라이트,계속 피버,거대뿌요 등)등 많은 룰로 플레이 할 수 있다.
스토리는 소원을 이룰 수 있는 메달을 얻기 위해 뿌요뿌요 승부를 8번 이기는 것.
(사실 이 메달은 아무것도 이루어 주지 않는다)

#### 뿌요뿌요 7
뿌요뿌요 7은 뿌요뿌요 2와 뿌요뿌요 피버의 룰을 담고 있다. 세가가 제작했으며 뿌요뿌요 6의 후속작이다.

#### 뿌요뿌요 20th Anniversary
2011년에 뿌요뿌요 20주년을 기념하기 위해 나온 작품.

#### 뿌요뿌요 테트리스
뿌요와 테트리스의 콜라보 작품. 콜라보 작품이라 문제점도 있다. 뿌요와 테트리스의 콜라보 작품으로써 새로운 모드가 추가되었다.

#### 뿌요뿌요 테트리스 2
뿌요뿌요 테트리스의 후속작. 스킬 모드가 추가되고 새로운 스토리도 개입하였다. 캐릭터도 추가가 되었다.

## 등장인물
- 아미티 (성우:키쿠치 시호)
- 라피나 (성우:나미키 노리코)
- 시그 (성우:후치자키 유리코)
- 리델 (성우:나미키 노리코)
- 크루크 (성우:소노자키 미에)
- 렘레스 (성우:야마자키 타쿠미)
- 페리 (성우:마에다 유키에)
- 아코르 선생 (성우:코즈키 미와)
- 링고 (성우:이마이 아사미)
- 마구로
- 리스쿠마 선배
- 아르르
- 카방클
- 사탄
- 에코로
- 셰죠
- 루루